# Ayta Sözeri

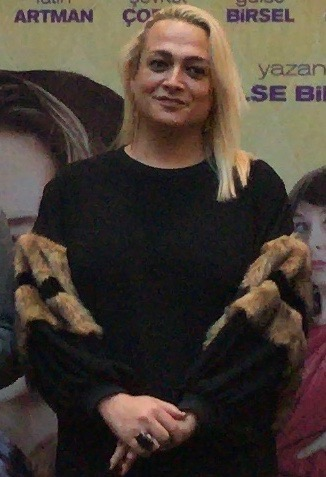
Ayta Sözeri, 2017

Ayta Sözeri (* 31. März 1976 in Nürnberg) ist eine türkische Filmschauspielerin, Sängerin und LGBT-Aktivistin mit tscherkessischer Abstammung.

## Leben und Karriere
Sözeri wurde am 31. März in Nürnberg geboren. Ihre Familie zog 1982 nach İzmir. Sözeri unterzog sich im Alter von 20 Jahren einer Geschlechtsumwandlung. Sie absolvierte die Ege Üniversitesi. Danach studierte Sözeri klassische Musik an der Universität des 9. September. Ihr Debüt gab sie 2000 in der Fernsehserie Dadı. Später fing sie an, als Sängerin für eine Reihe von Künstlern aufzutreten, darunter auch Sezen Aksu.

## Filmografie
Filme
- 2009: Güneşi Gördüm – Ich habe die Sonne gesehen
- 2009: Teslimiyet
- 2010: Kukuriku
- 2016: Koca Dünya
- 2017: Aile Arasında
- 2020: Eltilerin Savaşı

Serien
- 2000: Dadı
- 2000: Hayat Bağları
- 2006: Arka Sokaklar
- 2007: Kuzey Rüzgârı
- 2008: Dudaktan Kalbe
- 2009: Akasya Durağı
- 2009: Kahramanlar
- 2010: Parmaklıklar Ardında
- 2011: Papatyam
- 2012: Acayip Hikayeler
- 2012: Kayıp Şehir
- 2014: Ulan İstanbul
- 2015: Paramparça
- 2021: Yeşilçam
- 2021: İlk ve Son
- 2021–2022: Kırmızı Oda

## Diskografie

### Singles
- 2018: Büklüm Büklüm
- 2018: Yanayım Yanayım
- 2019: Gülü Susuz Seni Aşksız Bırakmam
- 2020: Rustik (ft. Uraz Kaygılaroğlu)
- 2020: Anılarıma Yazık

## Auszeichnungen
- 2018: 50th Cinema Writers Association Awards in der Kategorie „Beste Nebendarstellerin“[10]